# Afrectopius kenyae
Afrectopius kenyae là một loài tò vò trong họ Ichneumonidae.